# Miwa Morikawa
Miwa Morikawa (森川 美和 (Morikawa Miwa?); Prefettura di Shizuoka, 22 luglio 1999) è una lottatrice giapponese, specializzata nella lotta libera, vincitrice della medaglia d'argento ai mondiali di Oslo 2021 nel torneo dei -65 kg.

## Palmarès
- Mondiali

Oslo 2021: argento nei -65 kg;
- Campionati asiatici

Ulaanbaatar 2022: oro nei 65 kg.
- Mondiali U23

Bucarest 2018: argento nei -68 kg;